# 전기수 (뮤지컬 배우)
전기수(1992년 7월 28일 ~ )는 대한민국의 뮤지컬 배우다. 2014년 뮤지컬 '우리사이'로 데뷔했다.

## 방송
- 더블 캐스팅 (2020) - Top71

## 수상
- 제6회 한국뮤지컬어워즈 앙상블상 (2021)
- 제2회 한국뮤지컬어워즈 앙상블상 (2018)